# كلايد ن. ويلسون
كلايد ن. ويلسون (بالإنجليزية: Clyde N. Wilson)‏ هو تربوي ومؤرخ وكاتب أمريكي، ولد في 9 يونيو 1941.